# Terminalia januariensis
Terminalia januariensis là một loài thực vật thuộc họ Combretaceae. Đây là loài đặc hữu của Brasil. Chúng hiện đang bị đe dọa vì mất môi trường sống.